# باول مارتن (كاتب)
باول مارتن (بالإنجليزية: Paul Martin)‏ هو عداء مراثوني وكاتب أمريكي، ولد في 21 يونيو 1967 في غاردنر في الولايات المتحدة.